# Anton von Gapp
Anton šlechtic von Gapp (24. března 1778 Lambach – 1. dubna 1862 Linec) byl profesor práva na fakultách v Olomouci a Vídni, direktor olomoucké fakulty a v roce 1821 rektor olomouckého lycea.
Po vystudování práva se stal v roce 1806 suplantem na (standardním) lyceu v Linci, kde se stal v roce 1810 profesorem. V roce 1816 se stal profesorem na právnické fakultě (akademického) lycea v Olomouci. V letech 1826-34 zastával post direktora fakulty, v roce 1821 se stal rektorem lycea. V letech 1835-1848 působil na právnické fakultě Vídeňské univerzity v pozici profesora římského práva.
Jeho synem byl Wesener Gapp.